# THE RiCECOOKERS
THE RiCECOOKERS（ザ・ライスクッカーズ）は、アメリカ合衆国のボストンにて2004年に結成されたロックバンド。所属事務所はZazou Productions。所属レコード会社はAnchor Records。略称は「TRC」、「ライス」。2010年に日本デビュー。2016年に活動休止。

## 概要
バークリー音楽大学に通っていた廣石友海（ボーカル、ギター）と藤井恒太（ギター）、若林大祐（ベース）でバンドを結成し、2006年に大山草平（ドラムス）が加わり、現在の編成となる。2004年の結成直後から地元ボストンのクラブやニューヨークへのライブ遠征を繰り返し、実力を蓄える。バークリーの伝統に裏打ちされた緻密な音作りとヘヴィ＆ラウドなライブパフォーマンスで人気を集め、2010年5月に拠点をニューヨークに移し、ニューヨークで楽曲制作とライブ活動、日本でライブ活動とメディア出演などを精力的に行った。
バンド名の由来は、日本人がアメリカで活動するにあたり、一番印象に残る名前がいいと考え、いくつか上がった候補の中から「炊飯器」という意味の『THE RICECOOKERS』が選ばれた。現在の表記はTHE RiCECOOKERSで、『i』が小文字なのはデザイン的にすっきりするからである。
楽曲制作に関しては、廣石と藤井がそれぞれ作った曲をスタジオに持っていき、メンバーとアレンジを繰り返して完成させていくスタイルである。
結成当初、英語詞の曲しかなかったが、ライブに来た客に「日本人なんだから日本語で歌えばいいじゃん」と言われたことをきっかけに日本語詞の曲を作るようになる。
英語詞か日本語詞かは作曲してから感覚的に決めている。顕著な例として「will not」ではAメロは日本語詞でサビは英語詞である。

## メンバー
廣石 友海（ひろいし ともみ、1982年8月21日 - ）
ボーカル、ギター担当。メキシコメキシコシティ生まれ。ラテン・アメリカのカルチャーと日本／アメリカの文化をミックスした独自の音楽センスを持つ。ギターの他、ベース、ドラム、サックス、クラリネットなどもこなすマルチ・プレイヤー。バークリー音楽大学卒業。趣味は映画観賞。好きな飲み物はコーヒーとビール。しかし、友達と“利きビール”を行った際に生ビールと発泡酒の違いが分からず、惨敗する。
藤井 恒太（ふじい こうた）
ギター担当。リーダー。東京都東大和市生まれ。都心の音楽文化にどっぷりとつかりながら育つ。後にスティーヴィー・レイ・ヴォーンやジミ・ヘンドリックスなどのブルース・ギタリストから大きな影響を受け、現在のプレースタイルとなる。バークリー音楽大学卒業。シャイ。極度の方向音痴。好きな食べ物はラーメン（特に醤油）。空手の有段者であるが、空手を習っている当時小学生の姪っ子にパンチされ、ろっ骨にヒビが入ったことがある。幽霊と戦って勝ったことがある（本人談）。
若林 大祐（わかばやし だいすけ）
ベース担当。神奈川県横浜市生まれ。愛称は「バーヤン」。憧れのベーシストはマーカス・ミラー。音楽専門学校で藤井恒太と出会う。韓国でのパフォーマンス後、バークリー音楽大学に留学、ライスクッカーズに加入する。好きな食べ物はカレー（甘口）。タクシーの運転手に”ダイスケ、ボールにサインしてくれ”とメジャーリーガーの松坂大輔に勘違いされサインしたことがある（当の本人は、自分の名前がダイスケであることから、勘違いされたことに気づかなかった）。
大山 草平（おおやま そうへい）
ドラムス担当、コーラス（ライブ）。京都府生まれ。幼少の頃より和太鼓を始める。その後、ドラムへと移行し、18歳の時に"JUMP UP LIVE"でベスト・ドラマー賞を受賞する。バークリー音楽大学に留学後、ライスクッカーズに加入する。特技はビールを飲みながらケーキを食べること。雨男。ボストンからニューヨークに引っ越した矢先に自転車を盗まれてしまう。パスタを作ると9割の確率でカルボナーラになる。

## 経歴
2006年
- セルフ・プロデュースでアルバム『1st Blood』を全米リリース。

2007年
- 世界的な音楽コンテスト"EMERGENZA"に出場。マサチューセッツ州決勝まで進出し、日本バンド初のファイナリストとなった。

2008年
- 廣石は、日本人アーティストTATAMIとボストン・レッドソックスのピッチャー岡島秀樹のために入場曲を共作。この曲は、岡島がフェンウェイ・パークのフィールドに登場する際に使用された。

2009年
- ボストンでミニアルバム『Four of Our Songs』をレコーディング。

2010年
- 1月25日 - 2月4日、西麻布『Sweet Emotion』での日本初ライブを皮切りに日本初ツアー（東京）を行う。
- 1月29日、ミニアルバム「Four of Our Songs」をリリース。
- 5月、活動拠点をボストンからニューヨークに移す。
- 5月1日 - 5日堤幸彦演出の舞台『2LDK』（青山円形劇場）で、楽曲「SECOND BEST」とそのPVが使用される。
- 6月、ニューヨークで行われる野外イベント"JAPAN DAY"に出演。
- 8月19日 - 10月3日、日本ツアー（東京、仙台、京都、名古屋、大阪）を行う。
- 8月18日、10月8日放送開始のTBS系ドラマ『SPEC〜警視庁公安部公安第五課 未詳事件特別対策係事件簿〜』の主題歌として新曲(この時点で「NAMInoYUKUSAKI」「波のゆくさき」とは発表されていない)が起用されることが公式サイト等で発表される。
- 9月8日、ミニアルバム『CHACMOOL』をリリース。
- 12月1日、シングル『NAMInoYUKUSAKI』をリリース。
- 12月2日 - 12月15日、日本ツアー（東京、大阪、山口、金沢、名古屋）を行う。
- 12月22日、シングル『NAMInoYUKUSAKI 〜TV SPECial COLLECTION』をリリース。

2011年
- 3月16日、iTunesにて、ライブ・アルバム『Eat, Breathe and Live』から「Lost　Raven」を先行リリース。
- また、同日に2010年10月、渋谷・Star Loungeで行われたResponseとのライブイベントを収録したDVD『Under the Shoes』を発売。
- 3月28日、3月11日に起きた東日本大震災を受け、2か月の期間限定で「KARUNA DEMO」の配信を公式サイト等で行う。
- 4月14日、同日放送開始のTBS系バラエティ『さまぁ〜ずのヤリタ☆ガ〜リ〜』のエンディング・テーマに「Lost Raven」が起用されることが公式サイト等で発表される。
- 4月27日、ライブ・アルバム『Eat, Breathe and Live』をリリース。
- 6月29日、iTunesにて、フルアルバム『【sélf】』から「SAKANAGI」を先行リリース。
- 7月8日 - 7月24日、日本ツアー(大阪、名古屋、京都、東京）を行う。
- 7月13日、フルアルバム『【sélf】』をリリース。

2012年
- 1月28日、映画『劇場版 SPEC〜天〜』の主題歌に、ドラマに引き続き「NAMInoYUKUSAK 〜天〜」が起用されることが一部報道で発表される。
- 3月23日、US盤ミニアルバム『Paradise』をリリース。
- 4月4日、ミニアルバム『Showtime』をリリース。
- 4月4日 - 4月22日、日本ツアー（神戸、大阪、仙台、東京、京都)を行う。
- 7月7日、TBS系『CDTV』2012年8月度エンディングテーマに「hero」が起用されることが公式サイト等で発表される。
- 8月1日、iTunesにて、配信シングル「hero」をリリース。
- 8月8日 - 8月17日、日本ツアー（東京、北海道）を行う。
  - 8月11日、日本では初のロックフェス『RISING SUN ROCK FESTIVAL 2012 in EZO』に出演。

- 9月5日、ミニアルバム『PIED PIPER』をリリース。
- 12月19日、iTunesにて、配信シングル「ムリヤリ」をリリース。

2013年
- 1月1日、TBS系『CDTVスペシャル 年越しプレミアライブ 2012→2013』にて、初めて歌番組に出演。
- 1月3日 - 1月14日、日本ツアー「THE RiCECOOKERS TOUR ‘HOT BUTTERED RUM 2013′」（東京、名古屋、大阪）を行う。
- 5月1日、シングル『of the real』をリリース。
- 5月3日 - 5月14日、日本ツアー「THE RiCECOOKRS SPRING TOUR 2013」（名古屋、大阪、福岡、横浜、埼玉、東京）を行う。
  - そのツアーにて未発表曲、「AUDIOLETTER」を披露する。

- 9月5日 - 9月8日、初のUSツアーをKAGERO、UZUHIと合同で行う。
- 9月13日、映画『劇場版 SPEC〜結〜』の主題歌に、「audioletter」が起用されることが一部報道で発表される。
- 10月25日 - 11月3日、日本ツアー（東京）を行う。
- 11月13日、iTunesにて、2ndフルアルバム『parallax』から「audioletter」を先行リリース。
- 11月27日、2ndフルアルバム『parallax』をリリース。

2014年
- 1月9日、「audioletter」のミュージック・ビデオを一週間限定で公開する。
- 1月24日 - 2月11日、日本ツアー（大阪、広島、福岡、東京、栃木、愛知）を行う。
- 8月、全米でEP「again and again」をリリース。
- 9月29 - 10月11日、日本ツアー（東京、京都、大阪）を行う。
- 10月11日、「MINAMI WHEEL 2014」出演。

2015年
- 8月14日〜9月12日、THE RiCECOOKERS「Gotta Wear Shades Tour 2015」開催。

## ディスコグラフィ

### 自主制作盤
- 1st Blood（2007年10月2日）

### シングル
|     | 発売日         | タイトル                               | 規格品番  |
| --- | -------------- | -------------------------------------- | --------- |
| 1st | 2010年12月1日  | NAMInoYUKUSAKI                         | UZCL-1012 |
| 2nd | 2010年12月22日 | NAMInoYUKUSAKI 〜TV SPECial COLLECTION | UZCL-1013 |
| 3rd | 2013年5月1日   | of the real                            | UZCL-1020 |

#### 配信限定シングル
| 発売日         | タイトル    | 規格                   | 収録アルバム          |
| -------------- | ----------- | ---------------------- | --------------------- |
| 2011年3月16日  | Lost Raven  | デジタル・ダウンロード | Eat, Breathe and Live |
| 2011年6月29日  | SAKANAGI    | デジタル・ダウンロード | 【sélf】              |
| 2012年8月1日   | hero        | デジタル・ダウンロード | PIED PIPER            |
| 2012年12月19日 | ムリヤリ    | デジタル・ダウンロード |                       |
| 2013年11月13日 | audioletter | デジタル・ダウンロード | parallax              |

### アルバム

#### フルアルバム
|     | 発売日         | タイトル | 規格品番  |
| --- | -------------- | -------- | --------- |
| 1st | 2011年7月13日  | 【sélf】 | BMP-2010  |
| 2nd | 2013年11月27日 | parallax | UZCL-1026 |

#### ミニアルバム
|     | 発売日        | タイトル          | 規格品番  |
| --- | ------------- | ----------------- | --------- |
| 1st | 2010年1月29日 | Four of Our Songs | BMP-1004  |
| 2nd | 2010年9月8日  | CHACMOOL          | BMP-2005  |
| 3rd | 2012年3月23日 | Paradise          |           |
| 4th | 2012年4月4日  | Showtime          | UZCL-1017 |
| 5th | 2012年9月5日  | PIED PIPER        | UZCL-1018 |
| 6th | 2014年8月9日  | again and again   |           |

#### ライブアルバム
|     | 発売日        | タイトル              | 規格品番  |
| --- | ------------- | --------------------- | --------- |
| 1st | 2011年4月27日 | Eat, Breathe and Live | UZCL-1015 |

### DVD作品
- Under the Shoes（2011年3月16日、インディーズ・メーカー）

## ミュージックビデオ
| 監督           | 曲名 |
| Masayuki Inoue | 「hero」 |
| 堤幸彦         | 「波のゆくさき」「audioletter」(出演:北村一輝)                                                               |
| 西野亮廣       | 「of the real」(撮影・CGエフェクト・コンポジット・ストップモーションパートのスタッフコーディネート:船本恵太) |
| 不明           | 「Outside In」「ムリヤリ」「Time Traveler」                                                                  |